# Kinosternon sonoriense
La tortuga de pantano de Sonora (Kinosternon sonoriense) es una especie de tortuga de la familia Kinosternidae de México y Estados Unidos.

## Distribución
- México: Chihuahua y Sonora.
- Estados Unidos: Arizona y Nuevo México (extinto en California).
- Valsequillo: Puebla, Pue
- TecaYork

## Subespecies
- Kinosternon sonoriense sonoriense (LeConte, 1854)
- Kinosternon sonoriense longifemorale (Iverson, 1981)

## Descripción

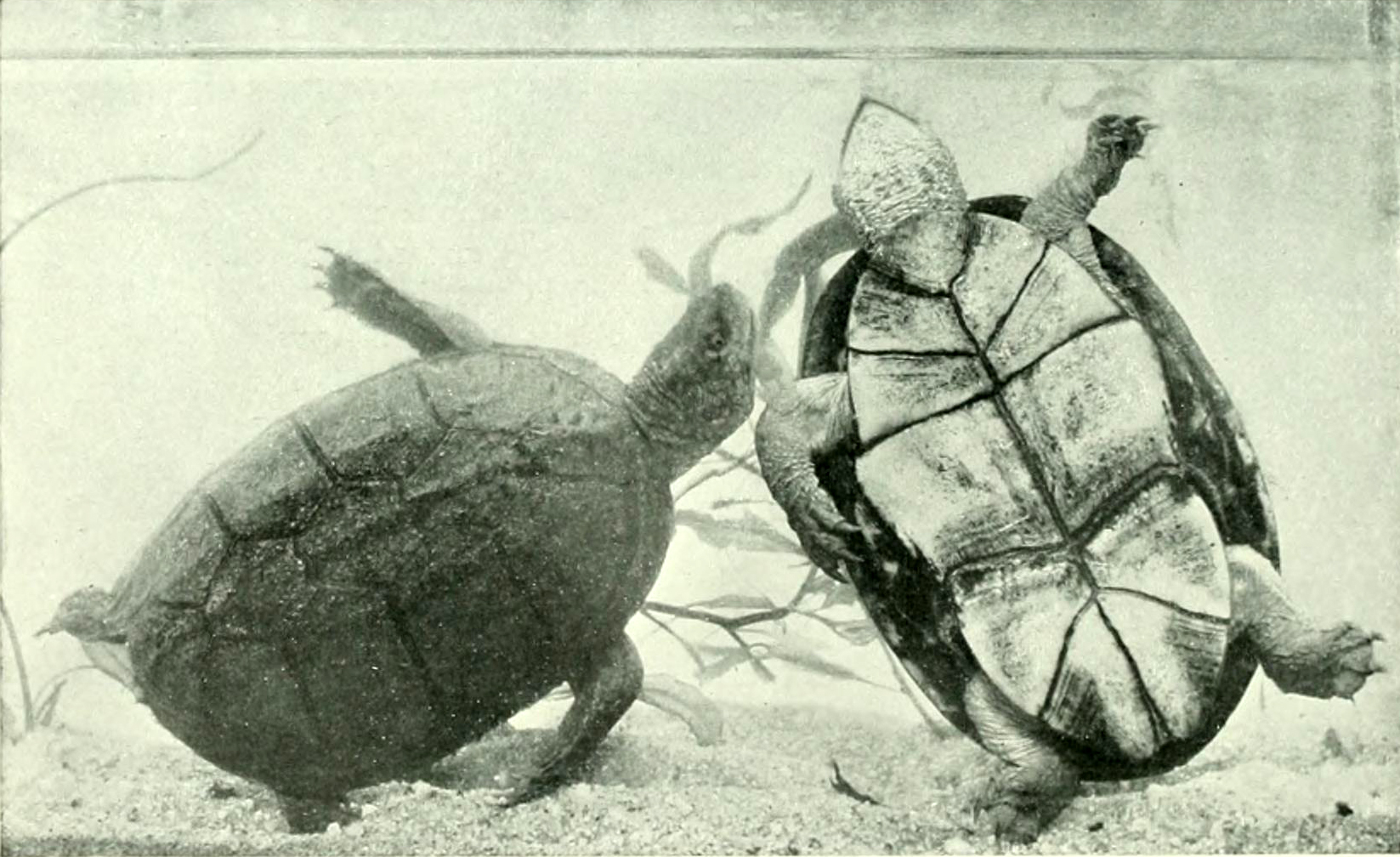

Esta tortuga mide de 8 a 16 cm. Los machos son más pequeños, con un plastrón cóncavo y una cola más larga que las hembras. Tiene un caparazón marrón, con el color inferior de marrón a amarillo. La piel es de color marrón verdoso con líneas más claras, irregulares, y las patas son anchas, con garras. 

## Alimentación y ecología
Son diurnas, pero pueden ser activas durante la noche, sobre todo en verano, para protegerse del calor. No hibernan, pero reducen su actividad durante el invierno. Viven principalmente en el agua, y en general son sedentarias, pero a veces pueden migrar a largas distancias para llegar a otras fuentes de agua. Se alimentan de muchos animales acuáticos o en el borde del agua, y también de vez en cuando comen plantas.

## Reproducción
Los reptiles son ovíparos, las hembras ponen huevos entre el 5 de noviembre y el 6 de noviembre , de mayo a septiembre, y puede hacer hasta cuatro nidadas por año. Los huevos se incuban durante casi un año. Las hembras alcanzan la madurez sexual a los 6 meses, los machos a los 2-6 años.